# Ulf Eriksson (travkusk)
Ulf Lennart Eriksson, född 29 oktober 1964, är en svensk travkusk och travtränare med Bollnästravet som hemmabana. Han är främst känd som catchdriver.
Han är kusin med Örjan Kihlström.

## Karriär
Ulf Eriksson tog sin första seger den 30 juni 1982 på Bollnästravet tillsammans med hästen Dacke Västerbo. Karriärens 1000:e seger kom drygt 33 år senare, den 3 mars 2015 på Gävletravet, med hästen B.W.Gullis. Han blev då den 87:e kusken genom tiderna att ta tusen segrar i Sverige.
Han segrade i Sweden Cup under Elitloppshelgen 2019, tillsammans med Queer Fish. Samma år deltog han i Elitloppet för första gången i karriären, som kusk till Milligan's School.

## Segrar i större lopp
| År   | Lopp                        | Häst              | Tränare         | Lopptyp |
| ---- | --------------------------- | ----------------- | --------------- | ------- |
| 2018 | Sundsvall Open Trot         | Milligan's School | Stefan Melander | Grupp 1 |
| 2018 | UET Trotting Masters        | Milligan's School | Stefan Melander | Grupp 1 |
| 2018 | DubbelCupen, final          | Sippson           | Lars Rosén      | -       |
| 2019 | Gulddivisionens final, mars | Milligan's School | Stefan Melander | Grupp 2 |
| 2019 | Sweden Cup                  | Queer Fish        | Magnus Träff    | Grupp 2 |
| 2019 | Midsommarloppet             | Milligan's School | Stefan Melander |         |
| 2019 | Gävle Stora Pris            | Milligan's School | Stefan Melander |         |
| 2019 | Gösta Nordins Lopp          | Milligan's School | Stefan Melander |         |
| 2020 | Årjängs Stora Sprinterlopp  | Milligan's School | Stefan Melander | Grupp 2 |
| 2021 | Åby Stora Pris              | Milligan's School | Stefan Melander | Grupp 1 |
| 2022 | Bergsåker Winter Trot       | Milligan's School | Stefan Melander | Grupp 2 |